# Louis Paravicini
Louis Paravicini (* 18. Juli 1811 in Bretten; † 7. Dezember 1878 in Karlsruhe) war ein Landwirt, Bürgermeister und Reichstagsabgeordneter.
Paravicini war Landwirt und Bürgermeister in seiner Geburtsstadt. 1851 bis 1878 war er Mitglied der II. Kammer des Badischen Landtags.
Von 1871 bis 1874 war er Mitglied des Deutschen Reichstags für die Nationalliberale Partei und den Wahlkreis Baden 13 (Bretten-Sinsheim-Mosbach).